# Amazônia-1
Amazônia-1 ist der erste Erdbeobachtungssatellit, der vollständig in Brasilien entwickelt wurde. Es handelt sich um den ersten aus einer geplanten Serie von drei Satelliten. Am 28. Februar 2021 wurde er mit einer indischen PSLV-Rakete in eine sonnensynchrone Erdumlaufbahn gebracht. Der Betreiber des Satelliten – die brasilianische Weltraumbehörde INPE –  nannte als Einsatzzweck die Umweltbeobachtung und die Überwachung landwirtschaftlicher Flächen.

## Technik
Amazônia-1 basiert auf dem neuen Satellitenbus MMP (Plataforma Multi-Missão – „Multimissionsplattform“), der auch in zukünftigen brasilianischen Satelliten zum Einsatz kommen soll. Für die Erdbeobachtung wird eine Kamera im sichtbaren und nahinfraroten Bereich verwendet, die aus einem etwa 750 Kilometer hohen Orbit eine Bildauflösung von 60 Metern erreicht. Die Schwadbreite – also die Breite des beim Überfliegen aufgenommenen Bereichs der Erdoberfläche – beträgt 850 Kilometer. Aufgrund seiner sonnensynchronen Bahn kann der Satellit innerhalb von fünf Tagen fast jeden Punkt der Erde fotografieren.
Im Juli 2021 nahm der Satellit den Regelbetrieb auf.